# 5.ª etapa do Tour de France de 2023
A 5.ª etapa do Tour de France de 2023 teve lugar na quarta-feira 5 de julho de 2023 entre Pau (Pirenéus Atlânticos) e Laruns (Pirenéus Atlânticos), numa distância de 162,7 km.

## Classificação da etapa
| Pau - Laruns | alta montanha | (162,7 km) |

| \| Classificação por etapas \| Classificação por etapas \| Classificação por etapas \| Classificação por etapas \| Classificação por etapas \| \| Ciclista \| Ciclista \| Equipe \| Tempo \| \| \| ------------------------ \| ------------------------ \| ------------------------ \| ------------------------ \| ------------------------ \| \| 1. \| Jai Hindley \| Bora-Hansgrohe \| 3h57m07s \| \| \| 2. \| Giulio Ciccone \| Lidl-Trek \| + 32s \| \| \| 3. \| Félix Gall \| AG2R Citroën Team \| + 32s \| \| \| 4. \| Emanuel Buchmann \| Bora-Hansgrohe \| + 32s \| \| \| 5. \| Jonas Vingegaard \| Jumbo-Visma \| + 34s \| \| \| 6. \| Mattias Skjelmose \| Lidl-Trek \| + 1m38s \| \| \| 7. \| Daniel Felipe Martínez \| Ineos Grenadiers \| + 1m38s \| \| \| 8. \| Tadej Pogačar \| UAE Team Emirates \| + 1m38s \| \| \| 9. \| David Gaudu \| Groupama-FDJ \| + 1m38s \| \| \| 10. \| Carlos Rodríguez \| Ineos Grenadiers \| + 1m38s \| \| |                        |                   |          |
| |                        |                   |          |
| Fonte: ProCyclingStats |                        |                   |          |
| Classificação por etapas |                        |                   |          |
| Ciclista | Ciclista               | Equipe            | Tempo    |
| 1. | Jai Hindley            | Bora-Hansgrohe    | 3h57m07s |
| 2. | Giulio Ciccone         | Lidl-Trek         | + 32s    |
| 3. | Félix Gall             | AG2R Citroën Team | + 32s    |
| 4. | Emanuel Buchmann       | Bora-Hansgrohe    | + 32s    |
| 5. | Jonas Vingegaard       | Jumbo-Visma       | + 34s    |
| 6. | Mattias Skjelmose      | Lidl-Trek         | + 1m38s  |
| 7. | Daniel Felipe Martínez | Ineos Grenadiers  | + 1m38s  |
| 8. | Tadej Pogačar          | UAE Team Emirates | + 1m38s  |
| 9. | David Gaudu            | Groupama-FDJ      | + 1m38s  |
| 10. | Carlos Rodríguez       | Ineos Grenadiers  | + 1m38s  |

## Classificações ao final da etapa

### Classificação geral(Maillot Jaune)
| \| Classificação geral \| Classificação geral \| Classificação geral \| Classificação geral \| Classificação geral \| \| Ciclista \| Ciclista \| Equipe \| Tempo \| \| \| ------------------- \| ------------------- \| ------------------- \| ------------------- \| ------------------- \| \| 1. \| Jai Hindley \| Bora-Hansgrohe \| 22h15m12s \| \| \| 2. \| Jonas Vingegaard \| Jumbo-Visma \| + 47s \| \| \| 3. \| Giulio Ciccone \| Lidl-Trek \| + 1m03s \| \| \| 4. \| Emanuel Buchmann \| Bora-Hansgrohe \| + 1m11s \| \| \| 5. \| Adam Yates \| UAE Team Emirates \| + 1m34s \| \| \| 6. \| Tadej Pogačar \| UAE Team Emirates \| + 1m40s \| \| \| 7. \| Simon Yates \| Team Jayco AlUla \| + 1m40s \| \| \| 8. \| Mattias Skjelmose \| Lidl-Trek \| + 1m56s \| \| \| 9. \| Carlos Rodríguez \| Ineos Grenadiers \| + 1m56s \| \| \| 10. \| David Gaudu \| Groupama-FDJ \| + 1m56s \| \| |                   |                   |           |
| |                   |                   |           |
| Fonte: ProCyclingStats |                   |                   |           |
| Classificação geral |                   |                   |           |
| Ciclista | Ciclista          | Equipe            | Tempo     |
| 1. | Jai Hindley       | Bora-Hansgrohe    | 22h15m12s |
| 2. | Jonas Vingegaard  | Jumbo-Visma       | + 47s     |
| 3. | Giulio Ciccone    | Lidl-Trek         | + 1m03s   |
| 4. | Emanuel Buchmann  | Bora-Hansgrohe    | + 1m11s   |
| 5. | Adam Yates        | UAE Team Emirates | + 1m34s   |
| 6. | Tadej Pogačar     | UAE Team Emirates | + 1m40s   |
| 7. | Simon Yates       | Team Jayco AlUla  | + 1m40s   |
| 8. | Mattias Skjelmose | Lidl-Trek         | + 1m56s   |
| 9. | Carlos Rodríguez  | Ineos Grenadiers  | + 1m56s   |
| 10. | David Gaudu       | Groupama-FDJ      | + 1m56s   |

### Classificação por pontos(Maillot Vert)
| Classificação por pontos | Classificação por pontos | Classificação por pontos | Classificação por pontos | Classificação por pontos |
| Ciclista                 | Ciclista                 | Equipe                   | Pontos                   |                          |
| ------------------------ | ------------------------ | ------------------------ | ------------------------ | ------------------------ |
| 1.                       | Jasper Philipsen         | Alpecin-Deceuninck       | 150 pts                  |                          |
| 2.                       | Bryan Coquard            | Cofidis                  | 84 pts                   |                          |
| 3.                       | Victor Lafay             | Cofidis                  | 80 pts                   |                          |
| 4.                       | Mads Pedersen            | Lidl-Trek                | 76 pts                   |                          |
| 5.                       | Wout van Aert            | Jumbo-Visma              | 75 pts                   |                          |
| 6.                       | Caleb Ewan               | Lotto Dstny              | 73 pts                   |                          |
| 7.                       | Mark Cavendish           | Astana Qazaqstan Team    | 62 pts                   |                          |
| 8.                       | Tadej Pogačar            | UAE Team Emirates        | 50 pts                   |                          |
| 9.                       | Jordi Meeus              | Bora-Hansgrohe           | 44 pts                   |                          |
| 10.                      | Jai Hindley              | Bora-Hansgrohe           | 41 pts                   |                          |

### Classificação da montanha(Maillot à Pois Rouges)
| Classificação da montanha | Classificação da montanha | Classificação da montanha | Classificação da montanha | Classificação da montanha |
| Ciclista                  | Ciclista                  | Equipe                    | Pontos                    |                           |
| ------------------------- | ------------------------- | ------------------------- | ------------------------- | ------------------------- |
| 1.                        | Félix Gall                | AG2R Citroën Team         | 28 pts                    |                           |
| 2.                        | Giulio Ciccone            | Lidl-Trek                 | 19 pts                    |                           |
| 3.                        | Jai Hindley               | Bora-Hansgrohe            | 18 pts                    |                           |
| 4.                        | Neilson Powless           | EF Education-EasyPost     | 18 pts                    |                           |
| 5.                        | Daniel Felipe Martínez    | Ineos Grenadiers          | 15 pts                    |                           |
| 6.                        | Emanuel Buchmann          | Bora-Hansgrohe            | 14 pts                    |                           |
| 7.                        | Krists Neilands           | Israel-Premier Tech       | 8 pts                     |                           |
| 8.                        | Tadej Pogačar             | UAE Team Emirates         | 7 pts                     |                           |
| 9.                        | Jonas Vingegaard          | Jumbo-Visma               | 6 pts                     |                           |
| 10.                       | Jack Haig                 | Bahrain Victorious        | 5 pts                     |                           |

### Classificação do melhor jovem(Maillot Blanc)
| Classificação dos jovens | Classificação dos jovens   | Classificação dos jovens | Classificação dos jovens | Classificação dos jovens |
| Ciclista                 | Ciclista                   | Equipe                   | Tempo                    |                          |
| ------------------------ | -------------------------- | ------------------------ | ------------------------ | ------------------------ |
| 1.                       | Tadej Pogačar              | UAE Team Emirates        | 22h16m52s                |                          |
| 2.                       | Mattias Skjelmose          | Lidl-Trek                | + 16s                    |                          |
| 3.                       | Carlos Rodríguez           | Ineos Grenadiers         | + 16s                    |                          |
| 4.                       | Thomas Pidcock             | Ineos Grenadiers         | + 56s                    |                          |
| 5.                       | Félix Gall                 | AG2R Citroën Team        | + 4m22s                  |                          |
| 6.                       | Matthew Dinham             | Team DSM-Firmenich       | + 16m46s                 |                          |
| 7.                       | Mathieu Burgaudeau         | TotalEnergies            | + 19m12s                 |                          |
| 8.                       | Tobias Halland Johannessen | Uno-X Pro Cycling Team   | + 19m48s                 |                          |
| 9.                       | Matteo Jorgenson           | Movistar Team            | + 21m32s                 |                          |
| 10.                      | Maxim Van Gils             | Lotto Dstny              | + 26m47s                 |                          |

### Classificação por equipas(Classement par Équipe)
| Classificação por equipes | Classificação por equipes | Classificação por equipes | Classificação por equipes |
| Equipe                    | Equipe                    | Tempo                     |                           |
| ------------------------- | ------------------------- | ------------------------- | ------------------------- |
| 1.                        | Jumbo-Visma               | 66h50m39s                 |                           |
| 2.                        | Ineos Grenadiers          | + 1m46s                   |                           |
| 3.                        | Lidl-Trek                 | + 3m24s                   |                           |
| 4.                        | Bahrain Victorious        | + 4m01s                   |                           |
| 5.                        | Groupama-FDJ              | + 6m15s                   |                           |
| 6.                        | AG2R Citroën Team         | + 10m24s                  |                           |
| 7.                        | UAE Team Emirates         | + 11m22s                  |                           |
| 8.                        | Bora-Hansgrohe            | + 13m23s                  |                           |
| 9.                        | Israel-Premier Tech       | + 17m08s                  |                           |
| 10.                       | Team DSM-Firmenich        | + 25m22s                  |                           |